# 龙潭河镇
龙潭河镇，是中华人民共和国湖南省张家界市慈利县下辖的一个乡镇级行政单位。

## 行政区划
龙潭河镇下辖以下地区：
铁树潭社区、街道社区、楠木村、水坪村、岩坪村、长岩村、竹峪村、长岗村、飞马村、田湾村、银马池村、江星村、大湖村、潘坪村、文高村和郑台村。